# Lambert Bos
Lambert Bos (født 23. oktober 1670, død 6. januar 1717) var en nederlandsk filolog.
Bos, der var professor ved universitetet i Franeker, udgav blandt andet Ellipses graecae (1702) og Vetus testamentum ex versione septuaginta interpretum (1709).